# Dendrobium punamense
Dendrobium punamense är en orkidéart som beskrevs av Rudolf Schlechter. Dendrobium punamense ingår i släktet Dendrobium, och familjen orkidéer. Inga underarter finns listade i Catalogue of Life.